# Mannitolo 2-deidrogenasi
La mannitolo 2-deidrogenasi è un enzima appartenente alla classe delle ossidoreduttasi, che catalizza la seguente reazione:
D-mannitolo + NAD+ ⇄ D-fruttosio + NADH + H+